# Altchevsk
Altchevsk (en ukrainien : Алчевськ ; en russe : Алчевск) est une ville industrielle de l'oblast de Louhansk, en Ukraine. Sa population s'élevait à 106 550 habitants en 2021. Elle fait de facto partie de la république populaire de Lougansk depuis le printemps 2014, bien qu'elle fasse toujours partie de l'Ukraine selon le droit international.

## Géographie
Altchevsk se trouve à 36 km au sud-ouest de Lougansk, dans le Donbass, en Ukraine. Altchevsk fait partie de l'agglomération d'Altchevsk-Kadiïvka, qui compte plus d'un demi-million d'habitants. Elle est établie sur les bords de la rivière Bila, un affluent de la rivière Louhan, appartenant au bassin versant du Donets.

## Histoire

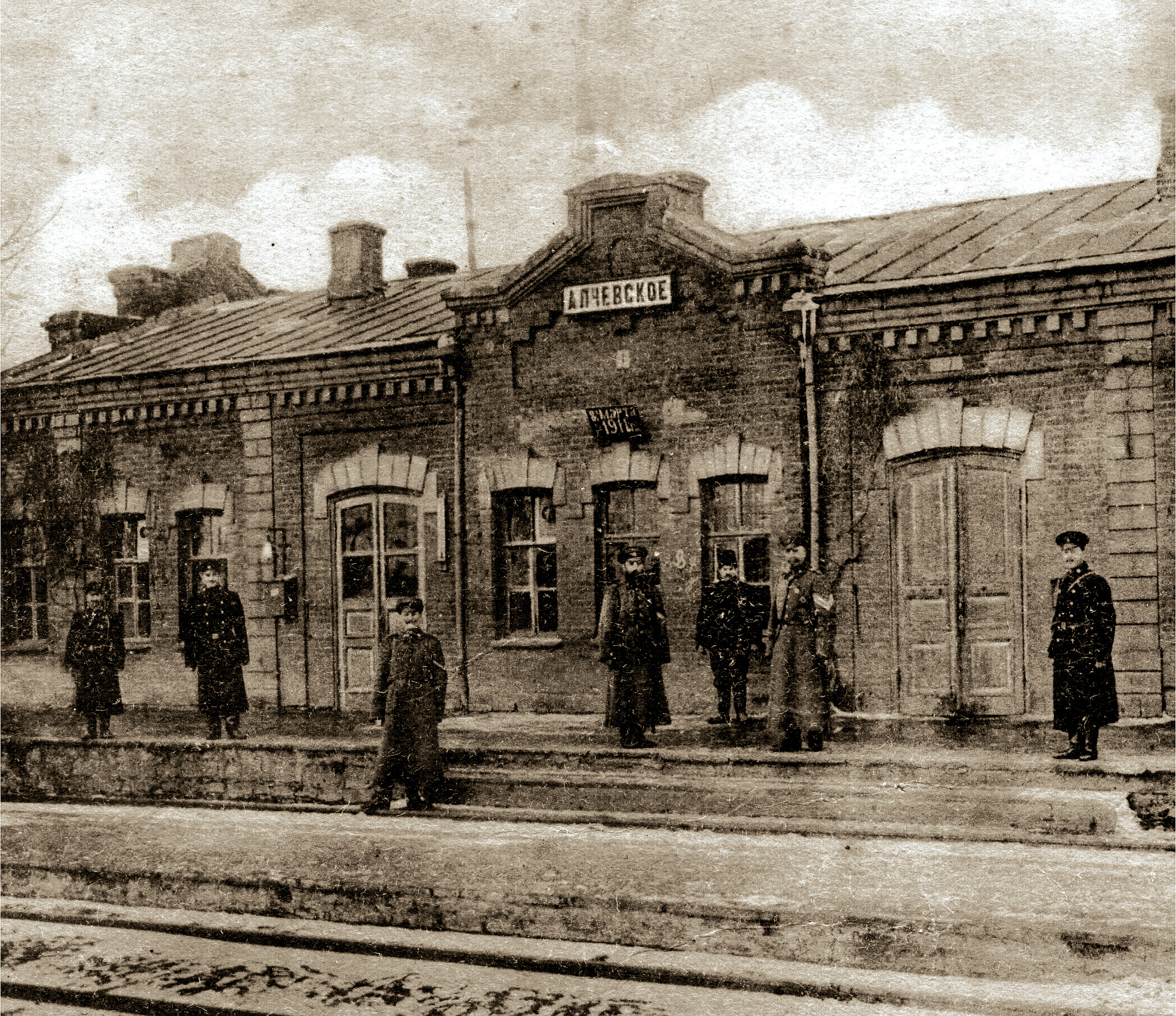
Gare d'Altchevskoïe (autrefois Iourevka) vers 1910.

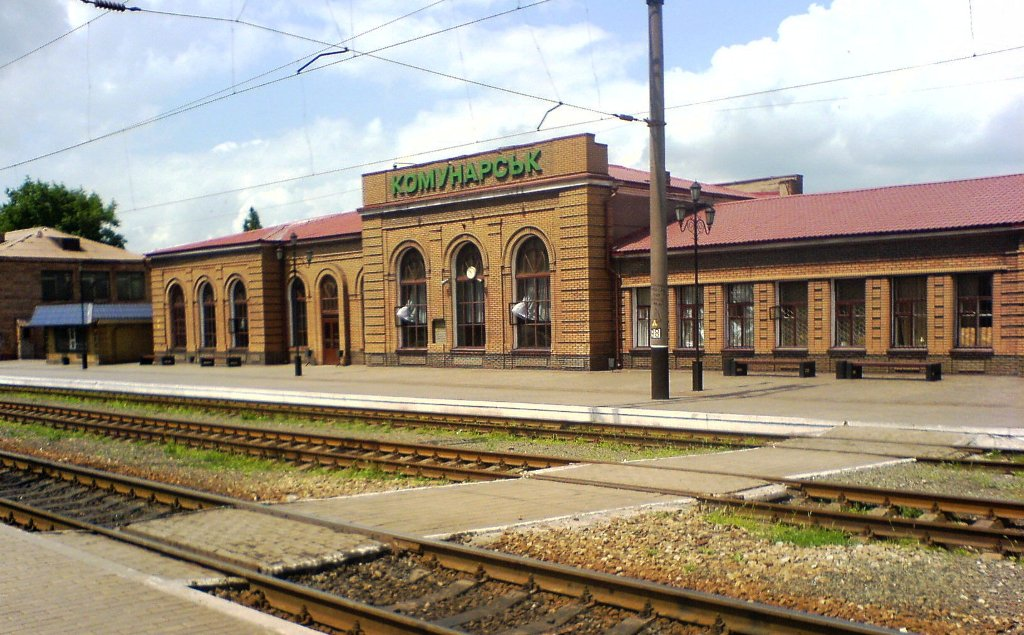
Gare de Kommounarsk, à Altchevsk.

Aktchevsk a été fondée en 1895 pour loger le personnel d’une grande usine sidérurgique, fondée par Alekseï Kirillovitch Altchevski, banquier et industriel, près de la gare de chemin de fer de Iourievka (devenue gare d'Altchevskoïe, aujourd'hui gare de Kommounarsk) et du village de Vassilievka sous le nom de société de l'usine métallurgique de Donets-Iourevka (aujourd'hui combinat métallurgique d'Altchevsk). La première coulée de fonte de la nouvelle usine eut lieu le 26 mai 1896. Deux années plus tard, un laminoir était mis en service. L'usine fit appel à des spécialistes allemands, français et belges. Il y avait 5 135 ouvriers et employés en 1910. En 1913, la production atteignit 217 000 t de fonte et 251 000 t d'acier, puis la production déclina pendant la Première Guerre mondiale (la localité fut occupée par les troupes austro-hongroises d'avril à décembre 1918) puis la guerre civile, lorsqu'elle changea plusieurs fois de mains. Le pouvoir soviétique s'y installa définitivement le 26 décembre 1919. L'usine fut nationalisée et fut complètement arrêtée de 1923 à 1925. La localité reçut le statut de commune urbaine en 1923. Environ 16 000 habitants demeuraient à Altchevsk en 1926.

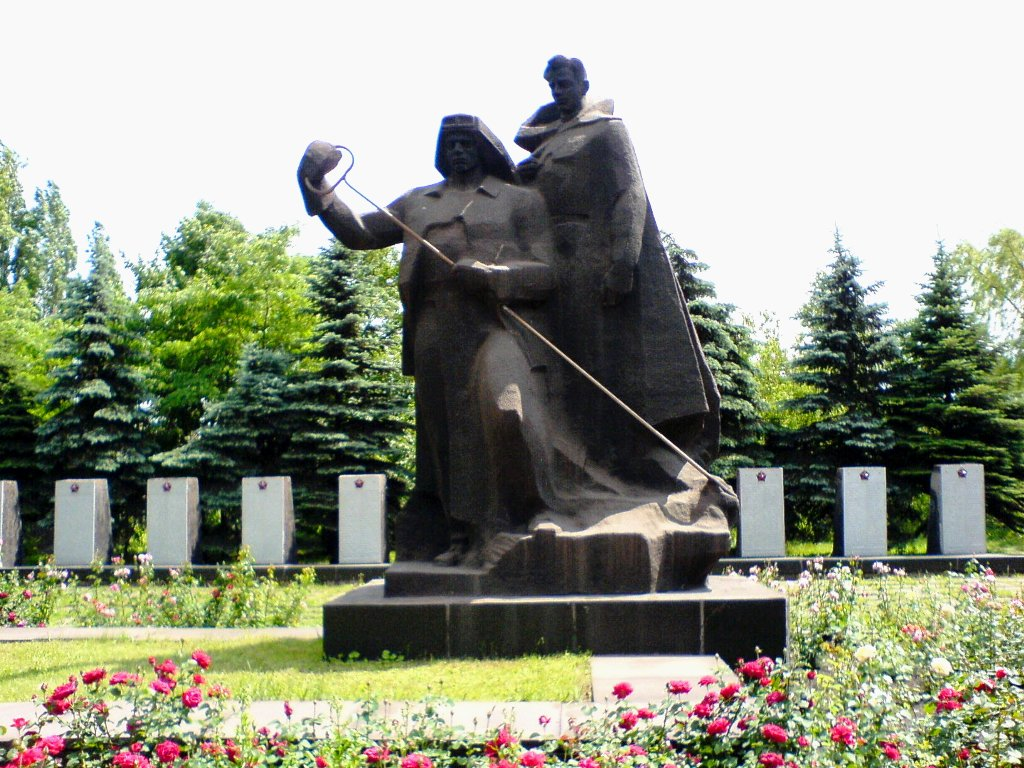
Monument aux morts consacré aux soldats métallurgistes d'Altchevsk (Vorochilovsk) tombés pendant la Grande Guerre patriotique.

En 1931, Altchevsk fut renommée Vorochilovsk (en russe : Ворошиловск), en hommage à Kliment Vorochilov, et son usine sidérurgique fut agrandie pendant le Premier Plan quinquennal. En juillet 1942, en raison de l'approche de l'armée allemande, une partie des équipements fut évacuée ainsi que près de 5 000 membres du personnel. Vorochilovsk fut occupée du 12 juillet 1942 au 2 septembre 1943, date de sa libération par l'Armée rouge au cours de l'offensive du Donbass. L'usine sidérurgique de la ville, en grande partie détruite, fut rebâtie et développée dans les années 1950 et 1960. En 1961, la ville fut rebaptisée Kommounarsk (en russe : Коммунарск).
Le 22 janvier 2006, au cours d'un hiver particulièrement froid, le système très centralisé de chauffage de la ville tomba en panne et gela à la suite de la rupture d'une conduite, entraînant quelques jours plus tard la paralysie du réseau d'adduction d'eau, qui avait gelé à son tour. Une grande partie de la ville fut privée de chauffage. Des centaines de personnes, en particulier des enfants furent évacués tandis que des équipes étaient envoyées de tout le pays pour remettre en état le système de chauffage dans tous les immeubles. Le gouvernement central décida de financer le remplacement complet des installations de chauffage dans les appartements affectés.
Au début du mois de mars 2014, des manifestations quotidiennes réunissent des habitants pro-russes dans la ville craignant l'arrivée par autocars de nationalistes ukrainiens radicaux. Environ trois cents habitants s'emparent des bâtiments municipaux et y passent la nuit.
Dans la nuit du 4 au 5 avril 2014, des agents du SBU faisant partie du groupe Alpha arrêtent trois activistes pro-russes, Alexandre Krasko, Evgueni Verkhovod et Dmitri Soldatov, et lorsque la nouvelle se répand par les réseaux sociaux cela provoque des manifestations de plusieurs centaines de personnes en leur soutien devant le bâtiment du SBU. La rue Centrale est bloquée et le lendemain, après des interrogatoires, les trois hommes sont libérés, tandis que les habitants font un long cortège,,.
Le 29 avril 2014, des activistes font descendre le drapeau ukrainien de l'hôtel de ville,. Le 30 avril, le maire rencontre des représentants d'associations territoriales favorables à la république populaire de Lougansk dans le but de rétablir l'ordre et de prévoir un référendum,. Ce référendum en faveur du rattachement à la RPL a lieu le 11 mai 2014.

## Population

### Démographie
| 1923   | 1926    | 1939    | 1959    | 1970     | 1979     | 1989     |
| ------ | ------- | ------- | ------- | -------- | -------- | -------- |
| 9 308* | 16 018* | 54 531* | 97 561* | 122 818* | 119 756* | 125 502* |

| 2001     | 2010    | 2011    | 2012    | 2013    | 2014    | 2015    |
| -------- | ------- | ------- | ------- | ------- | ------- | ------- |
| 118 193* | 113 980 | 113 002 | 112 071 | 111 360 | 110 474 | 109 772 |

| 2016    | 2017    | 2018    | 2019    | 2020    | 2021    | - |
| ------- | ------- | ------- | ------- | ------- | ------- | - |
| 109 377 | 109 236 | 108 024 | 107 438 | 106 941 | 106 550 | - |

### Composition ethnique
D'après le recensement de 1989, la ville comprenait 50,2 pour cent de Russes, 45,7 pour cent d'Ukrainiens et 4,1 pour cent de Biélorusses, Tatars, Juifs, Arméniens, Moldaves, Polonais, Tsiganes, Géorgiens, etc.

## Économie

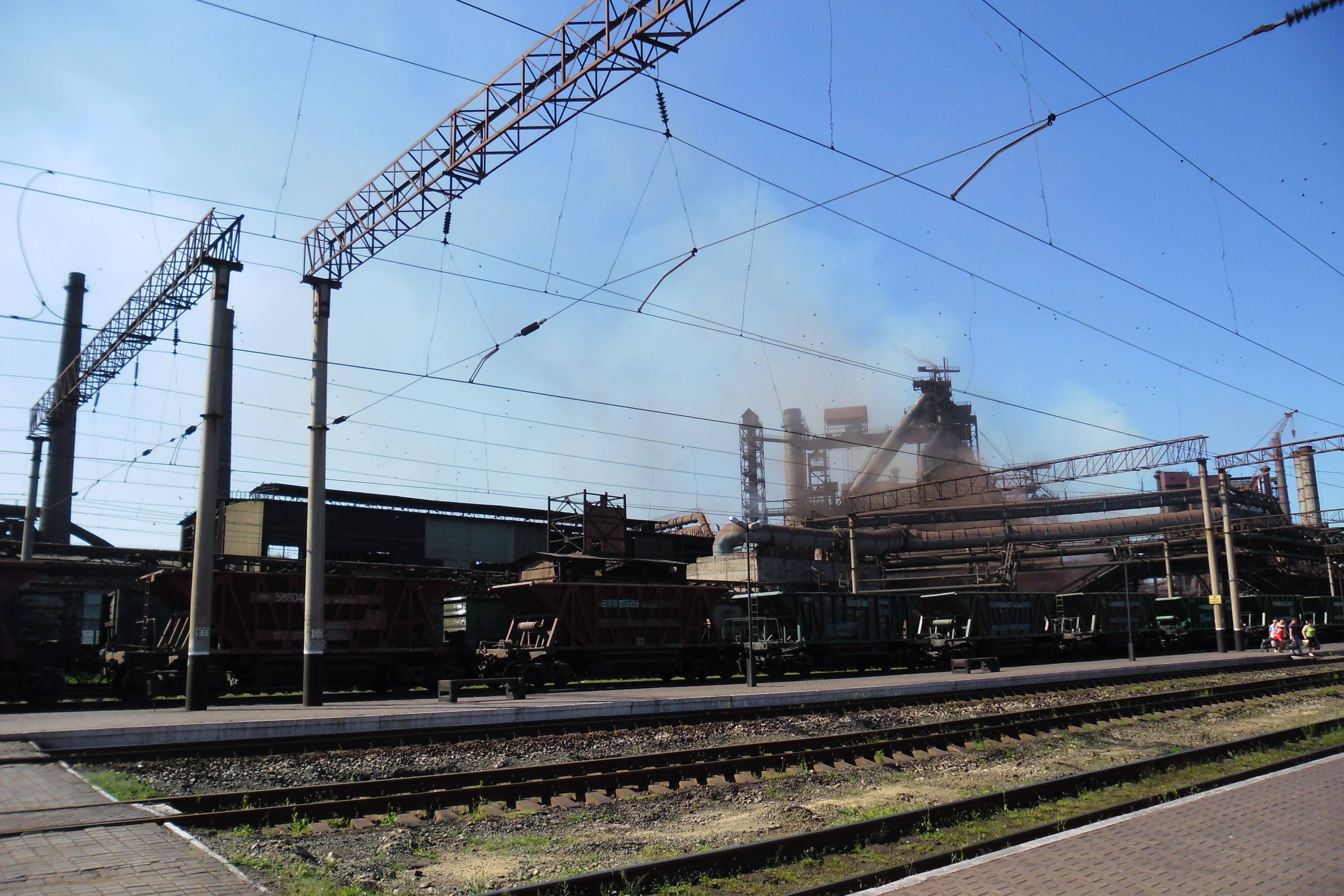
Combinat métallurgique d'Altchevsk.

L'économie d'Altchevsk repose sur deux grandes entreprises de l'industrie lourde :
- combinat métallurgique d'Altchevsk (en russe : Алчевский металлургический комбинат, Altchevski metallouguitcheski kombinat), qui emploie 20 700 salariés en 2007 ;
- usine chimique-cokerie d'Altchevsk (en russe : Алчевский коксохимический завод, Altchevski koksokhimitcheski zavod), qui est contrôlée par l'Union industrielle du Donbass. C'est la troisième cokerie d'Ukraine avec une capacité de 2,7 millions de tonnes par an, qui devrait passer à 3,5. Elle livre les deux tiers de sa production de coke au Combinat métallurgique d'Altchevsk et un quart au Combinat métallurgique Dzerynskyï. Elle emploie 3 700 salariés (2007)[19].

## Transports
Altchevsk se trouve à 42 km par le chemin de fer et 40 km par la route de Lougansk.

## Illustrations

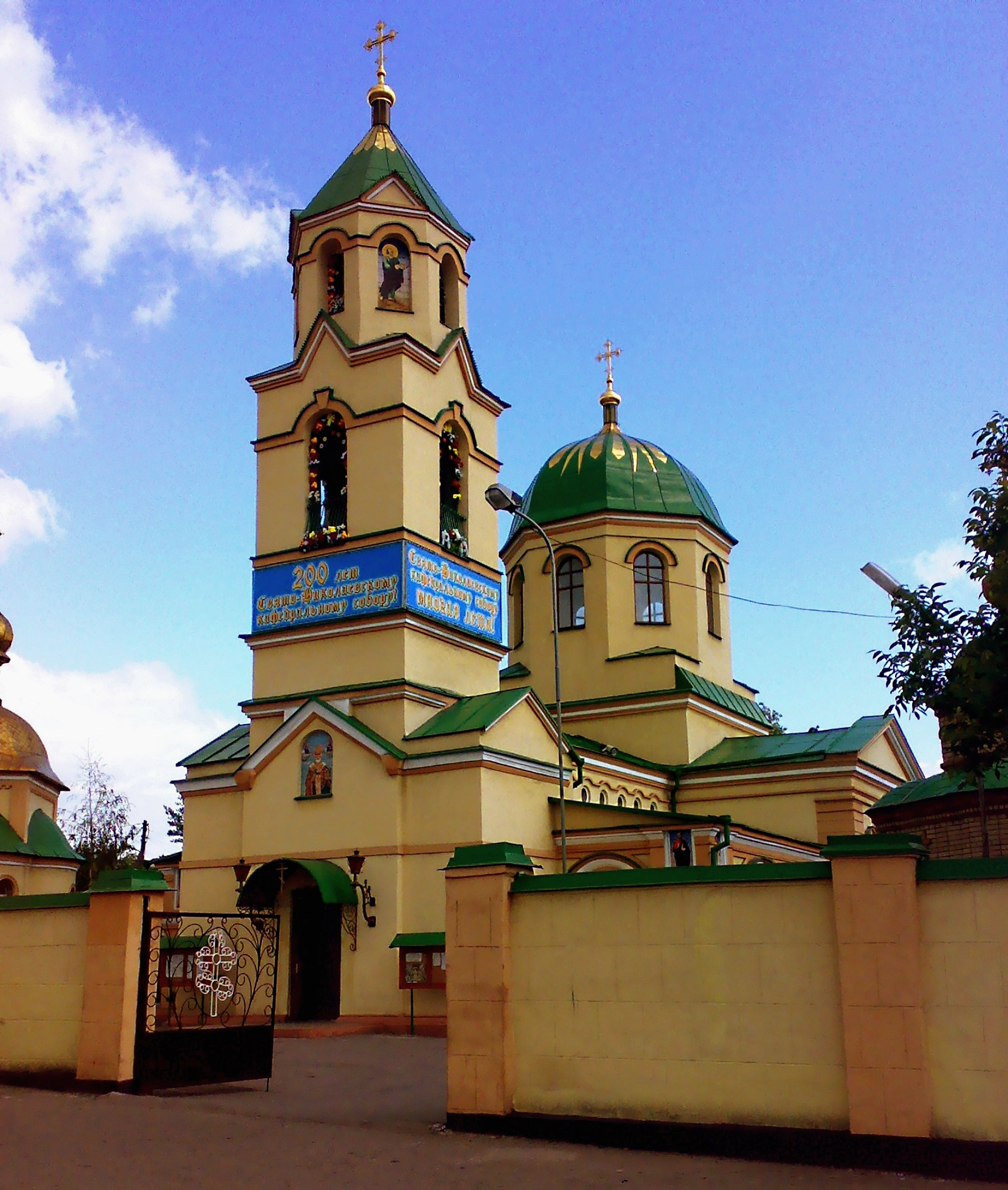
Cathédrale orthodoxe Saint-Nicolas.
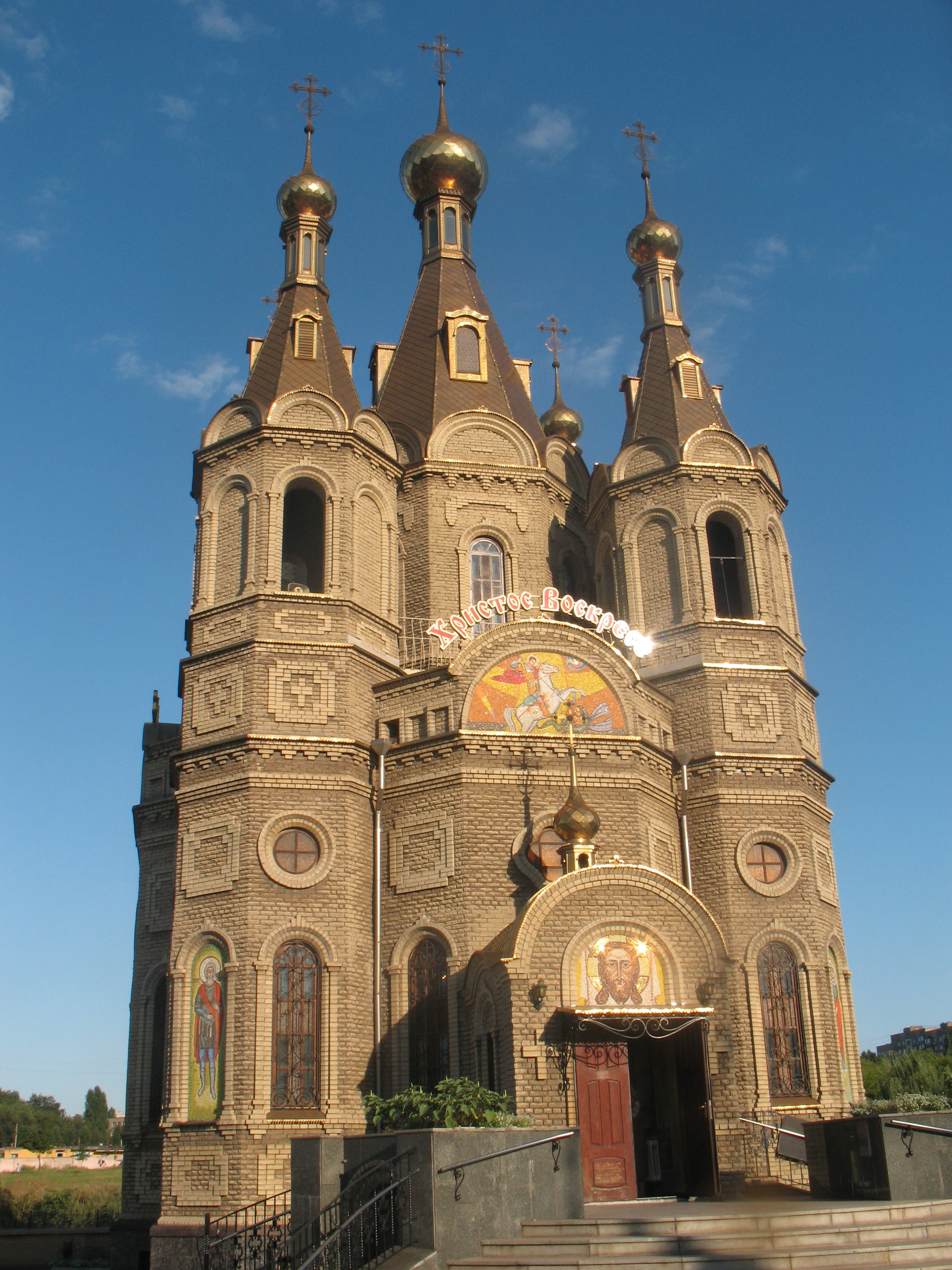
Façade de l'église Saint-Georges, construite en 2000.
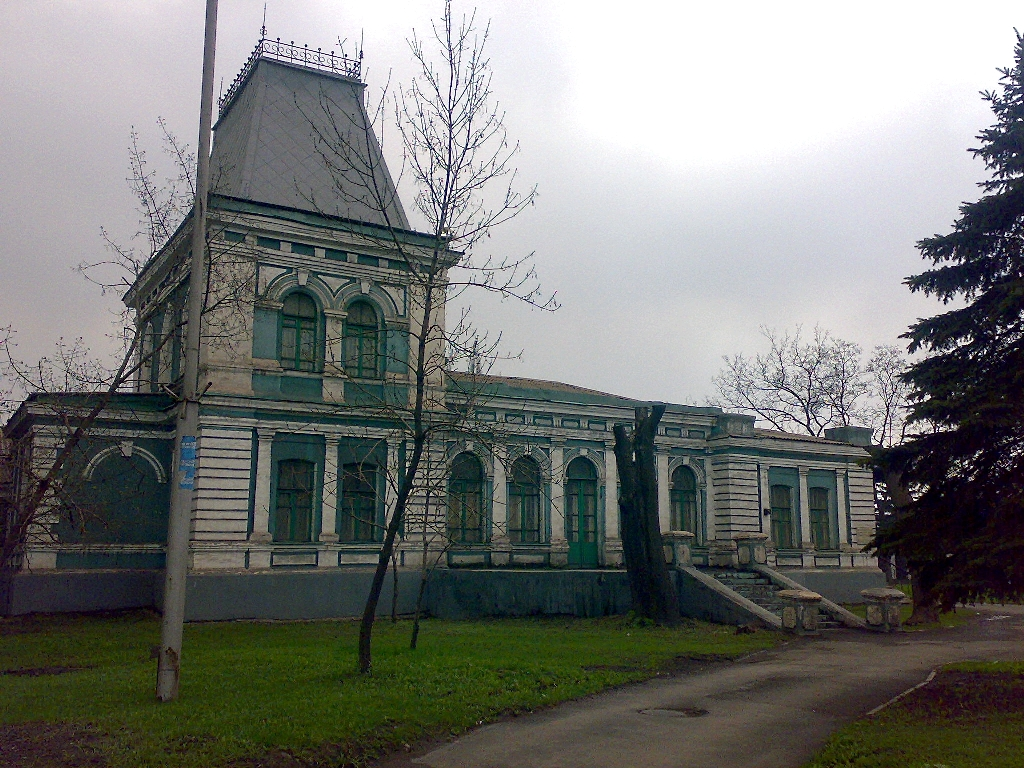
Maison début XXe siècle du directeur de l'usine métallurgique.
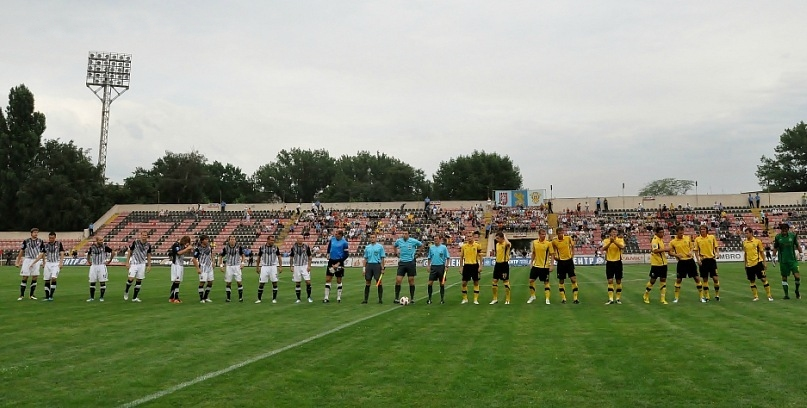
Stade Stal d'Altchevsk.

## Jumelage
- Dunaújváros (Hongrie)
- Dąbrowa Górnicza (Pologne)

## Sports
- Stal Alchevsk : club de football.